# يوتو (كوماموتو)
مدينة يوتو (بالإنجليزية: Uto)‏ هي أحد المدن التابعة لمحافظة كوماموتو. تأسست رسميًا في 01/10/1958. ويقدر عدد سكانها بـ 37897 نسمة حسب تقدير مكتب الإحصاء الياباني لعام 2012. تبلغ مساحة يوتو 74.19 كم2. بكثافة سكانية تبلغ 511 نسمة/كم2.

## أعلام
- هيروكي ياماموتو